# Enric de Spira
Enric de Speyer o Spira (també esmentat com a Enric de Francònia) fou comte al Wormsgau (alemany: Heinrich von Speyer; vers  965/970 – 989/1000). Era fill d'Otó de Worms (que fou el duc Otó I de Caríntia) i, per tant, net de Conrad el Roig (del qual Otó fou l'únic fill). Es va casar amb Adelaida d'Alsàcia, germana del comte d'Alsàcia Eberard IV de Nordgau (alternativament es proposa que Adelaida fou filla de Ricard de Metz. Va morir amb menys de trenta anys (abans que el seu pare) i fou enterrat a la catedral de Worms on també està enterrada la seva filla Judit. Mai va gaudir del títol ducal però fou comte mentre el seu pare era duc a Caríntia.
Enric fou el pare de:
- Conrad II, emperador.
- Judit